# 许尔多夫
许尔多夫是德国石勒苏益格－荷尔斯泰因州的一个市镇。总面积12.99平方公里，总人口682人，其中男性342人，女性340人（2011年12月31日），人口密度53人/平方公里。